# 由良川橋梁
由良川橋梁（ゆらがわきょうりょう）は、宮津市由良と舞鶴市西神崎の間に架かる京都丹後鉄道宮舞線の鉄道橋。1923年に建設された。

## 特徴
京都丹後鉄道宮舞線の丹後神崎駅と丹後由良駅の間に位置し、栗田湾海面にも近い由良川河口の上に架かり、水面から桁までは約3メートルの高さである。全長552メートルであり、鉄道橋としては京都府内最長となる。23基の橋脚がある。
2015年、土木学会選奨土木遺産に認定された。

## 評価
情景が良いとされ、写真撮影などを目的とした観光客が訪れる。